# Église Saint-Nicolas de Potsdam
L'église protestante Saint-Nicolas (en allemand : St. Nikolaikirche) se situe sur la place du Vieux Marché à Potsdam, capitale de la région du Brandebourg. Elle fut construite de 1830 à 1837 dans un style classique, d'après des plans de l'architecte Karl Friedrich Schinkel.

Son grand dôme qui se dresse au-dessus des toits de la ville, dont on l'a couverte entre 1843 et 1850, en fait un édifice sacré indissociable de la ville. Le dôme prend exemple sur des modèles prestigieux tels que la basilique Saint-Pierre de Rome ou la cathédrale Saint-Paul de Londres. Les travaux ont d'abord été dirigés par Ludwig Persius, puis par Friedrich August Stüler à partir de 1845.
Après sa destruction à la fin de la Seconde Guerre mondiale puis sa reconstruction, l'église est ouverte tous les jours aux visiteurs.
En dehors des offices ayant lieu régulièrement, le bâtiment est aussi utilisé pour des concerts.

## Histoire

### Les constructions précédentes duXIIIeau début duXVIIesiècle
La première église de Potsdam, qui fut construite au XIIIe siècle à l'emplacement de l'actuelle église Saint-Nicolas, était peu connue.
Cette église paroissiale est mentionnée pour la première fois dans le Livre foncier (de) du roi Charles IV du Saint-Empire sous le nom de ecclesia parochialis.

Son aspect est esquissé sur un dessin simple, d'où il ressort que c'était une basilique romane avec un Westwerk arrangé d'une façon transversale qui a été transformée en une église-halle gothique à trois nefs.

Le prieuré de Spandau, dont l'église, est sous tutelle de Rome, jusqu'en 1539, lorsque le Prince-Électeur Joachim II Hector introduit la Réforme dans la Marche de Brandebourg.
Après le changement de confession, l'église gothique a connu une modification de son intérieur avec la mise en place d'une chaire et en 1563 l'ajout d'un toit de style Renaissance sur la tour romane. La première mention attestée de l'église se trouve dans un document de 1602 quand le prince électeur Joachim III Frédéric place l'église gothique de la ville sous la protection de sainte Catherine, en souvenir de la mort de son épouse née Katharina de Brandebourg-Küstrin (1549-1602).

### Constructions duXVIIIesiècle
Commencée par le Grand Électeur Frédéric-Guillaume Ier de Brandebourg et après 1701 repris par Frédéric Ier de Prusse, le premier roi de Prusse, la transformation de Potsdam l'a fait devenir une résidence secondaire, après Berlin.

De plus grandes extensions urbaines ont eu lieu à partir de 1715 après le commencement du règne du Roi-Sergent Frédéric-Guillaume Ier de Prusse, grâce à l'arrivée d'ouvriers, mais surtout par le transfert des gardes du corps du roi à Potsdam.
Avec le développement de la ville de garnison et de résidence, l'église Sainte-Catherine était devenue trop petite et a donc été démolie en 1721 pour construire une nouvelle place baroque.

Le premier bâtiment central de Potsdam a été édifié d'après les plans du maître d'œuvre Philipp Gerlach, de 1721 à 1724, qui lui a donné la forme d'une croix grecque, avec un clocher de près de 85 mètres de hauteur sur la façade nord.

Selon le souhait de Frédéric Guillaume Ier, l'église de la ville fut nommée Saint-Nicolas, consacrée à saint Nicolas, saint patron des navigateurs et des commerçants. 

Encore deux autres églises furent construites sous le règne du Roi-Sergent, l'église de la Garnison (Garnisonkirche) (1730-1735) et l'église du Saint-Esprit (de) (Heiligengeistkirche) (1726-1734).
La nef voûtée de l'église Saint-Nicolas a été entourée d'une galerie à deux étages, ce qui était à l'époque la marque des églises protestantes.

L'Église catholique, mis à part les jésuites, n'a pas du tout ces formes de galeries, sauf dans certaines contrées (Pays basque par exemple).

L'historien contemporain d'architecture Christian Sturm a développé dans son livre : "Vollständige Anweisung aller Arten von Kirchen wohl anzugeben" (Augsbourg 1718) l'idée qu'"une grande quantité de personnes doivent être capables de bien entendre et de bien voir le prêtre. Ce qu'on ne peut pas gagner comme place au sol, on doit essayer de le gagner en hauteur." 

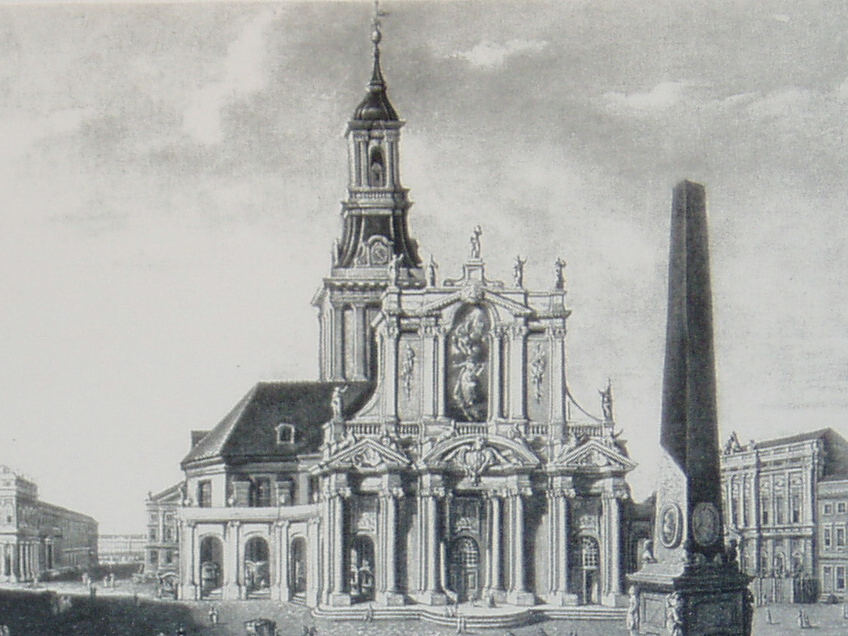
L'église Saint-Nicolas avec vue sur la façade.

Peu soucieux de l'aspect extérieur, le Roi-Sergent voulait agrandir et aménager la ville de garnison sans trop dépenser.

### Destruction de l'église Saint-Nicolas en 1945
L'église subit tout d'abord de gros dégâts dus aux bombardements comme on le voit dans un film colorisé de la ville de Potsdam post-guerre. La ville se voit bombardée par les Britanniques, le soir du 14 avril 1945. C'est le 30 que démarre l'occupation soviétique de Potsdam.

### Reconstruction
C'est en 1956 que démarre la reconstruction de l'église Saint-Nicolas de Potsdam. Elle ne se terminera qu'en 1981, la reconstruction ayant été effectuée en deux parties, une de 1956 jusqu'en 1962, et de 1968 à 1977. 

### Assainissement de la façade

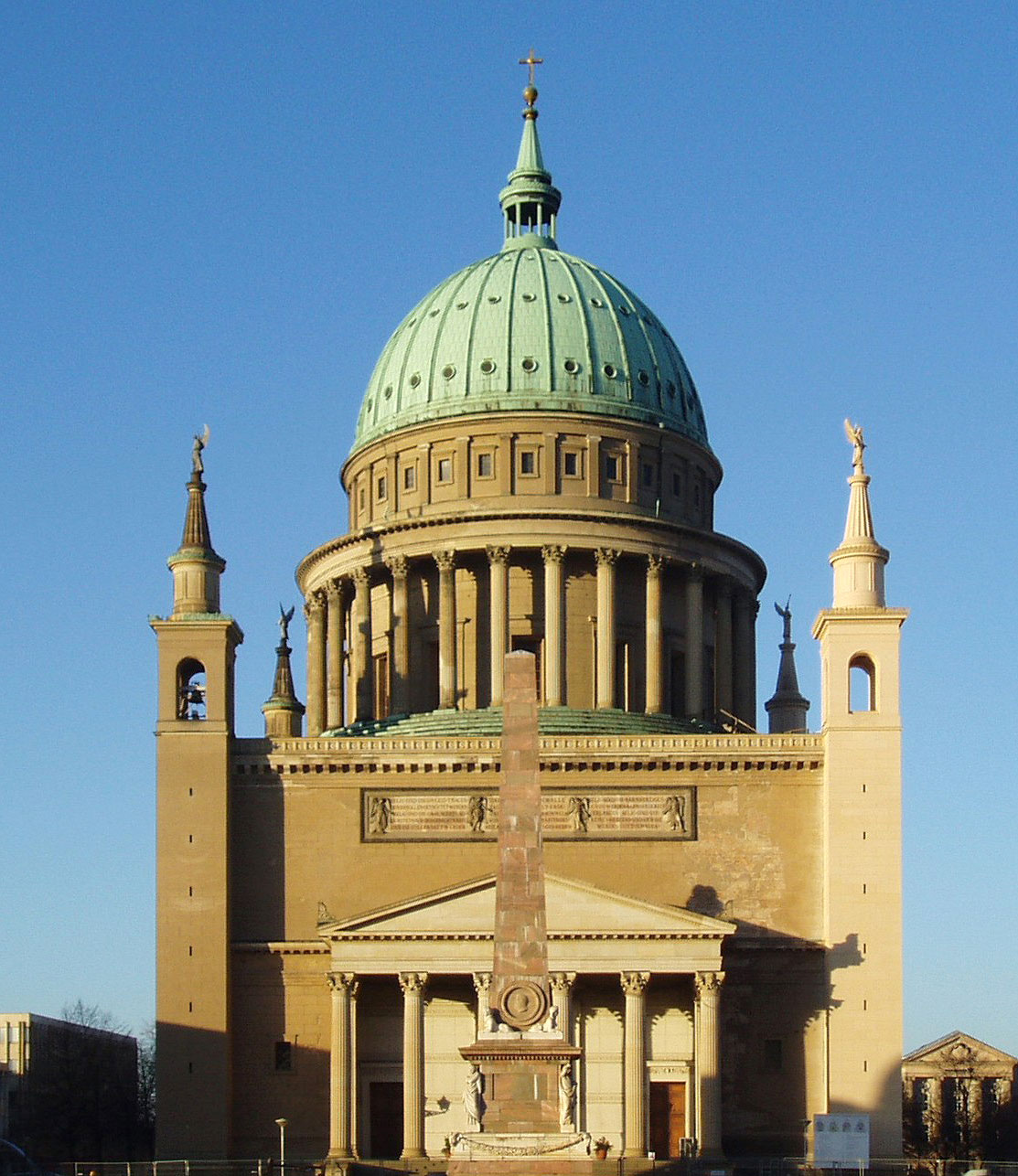
Façade de l'église Saint-Nicolas située à Potsdam, en Allemagne, et l'obélisque de 1755 sur la place.

L'assainissement devait originellement être effectué en 2002, mais cela prit du retard du fait de moyens financiers insuffisants, et ne fut effectué que de 2004 à 2006. Ces travaux d'assainissement ne prirent fin qu'en 2010.

## Architecture